# Carex gibba
Carex gibba är en halvgräsart som beskrevs av Göran Wahlenberg. Carex gibba ingår i släktet starrar, och familjen halvgräs. Inga underarter finns listade i Catalogue of Life.

## Bildgalleri

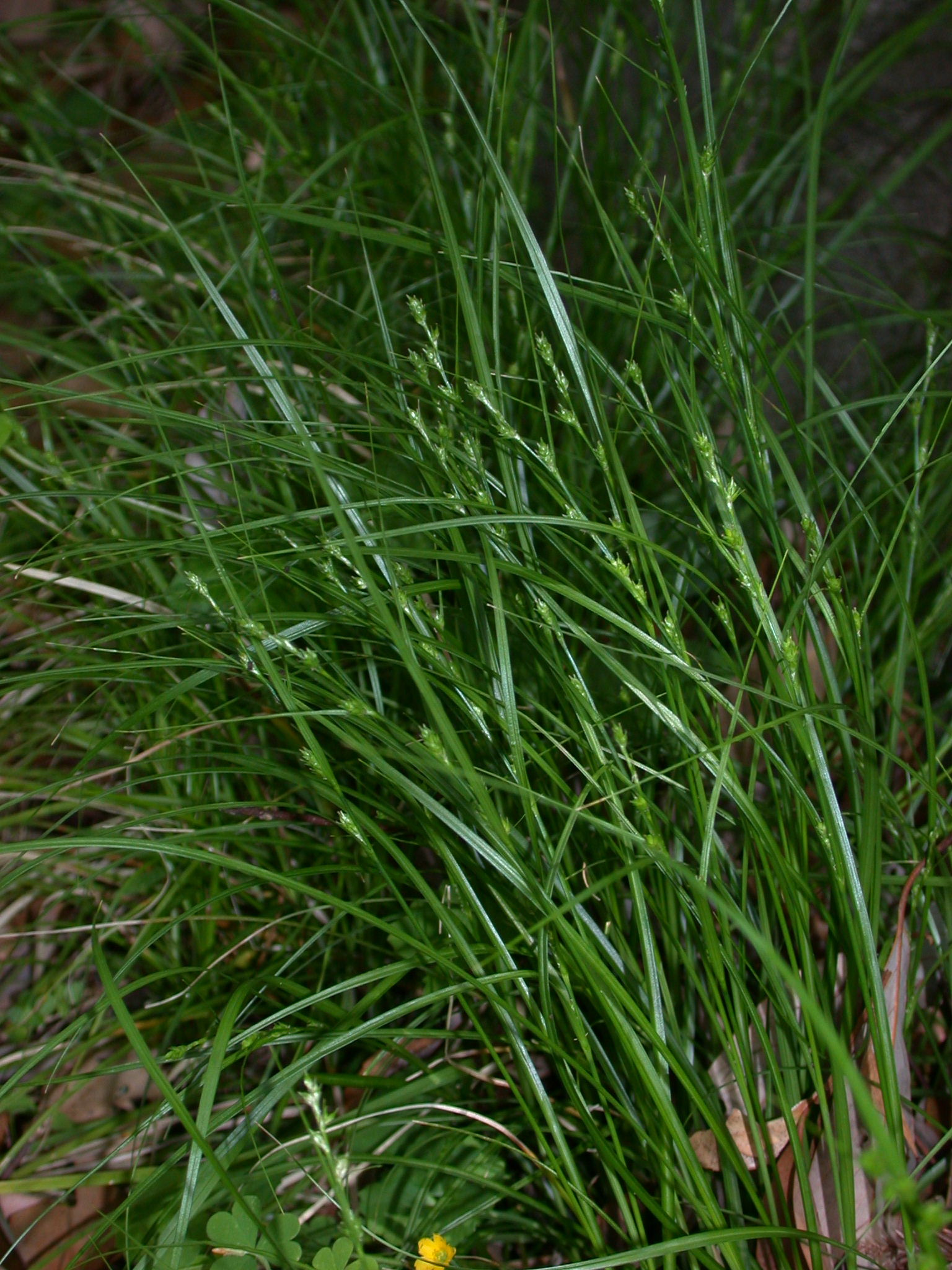